# Storsteinnes
Storsteinnes è un villaggio della Norvegia, situato nella municipalità di Balsfjord, nella contea di Troms.